# Daniel Villahermosa Martínez
Daniel Villahermosa Martínez (Barcelona, 2 de gener de 2001) és un futbolista professional català que juga com a migcampista al FC Andorra.

## Carrera professional
Nascut a Barcelona, Villahermosa va formar part del planter de l'RCD Espanyol, club de la seva ciutat natal, al qual va arribar el 2009. Va debutar amb el filial el 2019 i va signar un contracte professional amb el club el 26 de juliol del 2021.
Villahermosa va debutar amb el primer equip - i a la primera divisió- el 14 de maig de 2022, sortint com a suplent a la segona part en un empat a un contra el València CF. El juliol de 2023, no se li va renovar el contracte amb el club blanc i blau, deixant el conjunt després de 14 anys.
El 19 de juliol del 2023, Villahermosa va fitxar pel CE Castelló de Primera Federació, amb el qual va marcar dos gols en 35 partits i va aconseguir l'ascens a Segona Divisió.
El 3 de febrer del 2025, va rescindir la seva vinculació amb els Orelluts i va signar amb el FC Andorra fins al final de la temporada a Tercera Divisió, amb opció a dues temporades més.